# Trichospermum pleiostigma
Trichospermum pleiostigma är en malvaväxtart som först beskrevs av F. v. M., och fick sitt nu gällande namn av Kostermans. Trichospermum pleiostigma ingår i släktet Trichospermum och familjen malvaväxter. Inga underarter finns listade i Catalogue of Life.